# Tây Ninh
Tây Ninh là một tỉnh thuộc vùng Đông Nam Bộ, Việt Nam  và có quy mô kinh tế đứng thứ 10 cả nước, nằm trong Vùng kinh tế trọng điểm phía Nam. Tây Ninh sở hữu vị trí địa lý được xem như cầu nối giữa Thành phố Hồ Chí Minh và thủ đô Phnôm Pênh, vương quốc Campuchia và khu vực chuyển tiếp giữa Đông Nam Bộ với Đồng bằng sông Cửu Long. Về phân chia hành chính, tỉnh này hiện có 96 đơn vị hành chính cấp xã bao gồm 14 phường và 82 xã, tổng diện tích là 8.536,44 km2. Sau khi sáp nhập với tỉnh Long An, có dân số vào khoảng 3.254.170 người, thấp nhất ở khu vực Đông Nam Bộ. Theo dữ liệu sáp nhập tỉnh, thành Việt Nam năm 2025, Tây Ninh có diện tích: 8.536: km², xếp thứ 18; dân số: 3.254.170 người, xếp thứ 18; GRDP 2024: 312.456.603 triệu VNĐ, xếp thứ 10; thu ngân sách 2024: 39.704.480 triệu VNĐ, xếp thứ 12; thu nhập bình quân: 58,54 triệu VNĐ/năm, xếp thứ 16.
Vùng đất Tây Ninh từ thời xưa vốn là một vùng đất thuộc Thủy Chân Lạp, với tên gọi là Romdum Ray, có nghĩa là "Chuồng Voi" vì nơi đây chỉ có rừng rậm với nhiều thú dữ như cọp, voi, beo, rắn,... cư ngụ. Cho đến khi người Việt đến khai hoang thì vùng đất này mới trở nên phát triển.

## Tên gọi
Tây Ninh từ thời xưa vốn là một vùng đất thuộc Thủy Chân Lạp, với tên gọi là Romdum Ray, có nghĩa là “Chuồng Voi” vì nơi đây chỉ có rừng rậm với muôn thú dữ như cọp, voi, beo, rắn,... cư ngụ. Công cuộc khai phá vùng đất Tây Ninh đã diễn ra cách đây hơn 300 năm, từ thế kỷ XVII, khi lớp lưu dân người Việt từ vùng Ngũ Quảng - Đàng Trong lần lượt vào vùng Đồng Nai - Gia Định khai hoang, lập ấp. Tuy nhiên, công cuộc khai phá vùng đất Tây Ninh được diễn ra rõ nhất, có hiệu quả nhất vào cuối thế kỷ XVII, đầu thế kỷ XVIII. Năm 1698, phủ Gia Định được thành lập, gồm hai huyện Phước Long và Tân Bình. Vùng đất Tây Ninh khi đó thuộc huyện Tân Bình, phủ Gia Định. Địa danh Tây Ninh ra đời vào năm 1836, thời vua Minh Mạng, với tư cách là một đơn vị hành chính cấp phủ thuộc tỉnh Gia Định; gồm 2 huyện Tân Ninh và Quang Hóa, thể hiện ước vọng an lạc, khang ninh của người dân vùng rừng núi biên cương phía tây nam nước Việt. Đây cũng là lần đầu tiên tên gọi Tây Ninh chính thức có trong văn bản hành chính Việt Nam. Địa danh Tây Ninh giải thích theo gốc Hán Việt như sau: "Tây" có nghĩa là phía Tây, "Ninh" có nghĩa là an ninh, nên tên gọi "Tây Ninh" có nghĩa là "an ninh ở phía tây".

## Địa lý
Tây Ninh nối cao nguyên Nam Trung Bộ với đồng bằng sông Cửu Long, vừa mang đặc điểm của một cao nguyên, vừa có dáng dấp, sắc thái của vùng đồng bằng, tọa độ của tỉnh từ 10°57’08’’ đến 11°46’36’’ vĩ độ Bắc và từ 105°48’43" đến 106°22’48’’ kinh độ Đông, có vị trí địa lý:
- Phía đông giáp Thành phố Hồ Chí Minh
- Phía tây giáp tỉnh Prey Veng và tỉnh Svay Rieng của Vương quốc Campuchia
- Phía nam giáp tỉnh Đồng Tháp
- Phía bắc giáp tỉnh Tbong Khmum của Vương quốc Campuchia và tỉnh Đồng Nai

Tỉnh Tây Ninh có đường biên giới dài 240 km với 3 cửa khẩu quốc tế Mộc Bài, Xa Mát và Tân Nam, các cửa khẩu quốc gia: Chàng Riệc, Kà Tum, Phước Tân và nhiều cửa khẩu tiểu ngạch.

### Điều kiện tự nhiên

#### Địa hình
Tỉnh Tây Ninh là vùng có địa hình chuyển tiếp từ cao nguyên Nam Trung Bộ xuống Đồng bằng sông Cửu Long, đất đai tương đối bằng phẳng. Địa hình vừa mang đặc điểm của một cao nguyên, vừa có dáng dấp, sắc thái của vùng đồng bằng, Tây Ninh có nhiều vùng địa hình khác nhau như:
- Vùng địa hình núi (núi Bà Đen cao 986 m, cao nhất Nam Bộ Việt Nam; núi Phụng: 435 m; núi Heo: 289 m và đồi 82: 82 m).
- Vùng bán bình nguyên < 50 m lượn sóng yếu xen lẫn bưng bàu trũng ở các huyện phía Nam như Gò Dầu, thị xã Trảng Bàng.
- Vùng gò đồi dưới 150m có đỉnh rộng dốc thoải nối tiếp nhau phân bố tại thượng nguồn Hồ Dầu Tiếng, Tân Châu, Tân Biên và phía bắc thành phố Tây Ninh.
- Vùng địa hình thung lũng bãi bồi dưới 2 m tập trung dọc sông Vàm Cỏ Đông và phía tây huyện Bến Cầu.

Nhìn chung địa hình của Tây Ninh bằng phẳng hơn so với các tỉnh thuộc Đông Nam Bộ khác (trừ thành phố Hồ Chí Minh), cao độ trung bình toàn tỉnh khoảng 35m so với mực nước biển.

#### Khí hậu
Khí hậu Tây Ninh tương đối ôn hoà thuộc dạng khí hậu nhiệt đới gió mùa, chia thành 2 mùa rõ rệt là mùa mưa và mùa khô. Mùa khô thường kéo dài từ tháng 12 năm trước đến tháng 4 năm sau, mùa mưa bắt đầu từ tháng 5 đến tháng 11. Nhiệt độ tương đối ổn định, đầu mùa khô đến giữa mùa thời tiết thường se lạnh và khô hanh ở phía bắc và trung tâm ở mức ban đêm thường dưới 20°C ở tỉnh cuối mùa thời tiết nóng khô có thể lên trên 38°C biên độ nhiệt ngày và đêm cao khoảng 10~14°C vào mùa mưa độ ẩm cao mưa nhiều nhiệt độ ban ngày thường ở mức 30~34°C và ban đêm ở mức 23~26°C biên độ nhiệt thấp, với nhiệt độ trung bình năm là 25,5– 27°C, thấp kỷ lục là 11,3°C và cao kỷ lục là 40°C và thấp nhất là 17,6°C vào tháng 12 đến tháng 2 năm sau cao nhất là 38°C kéo dài từ tháng 4 đến tháng 5 ít thay đổi,nhiệt độ thấp gần đây 11,3 độ C năm 1999 và gần đây nhất là 2021 với nhiệt độ đo được là 16 độ C  Lượng mưa trung bình hàng năm từ 1800 – 2200 mm. Mặt khác, Tây Ninh nằm sâu trong lục địa, có địa hình cao núp sau Dãy Trường Sơn chính vì vậy ít chịu ảnh hưởng của bão vào tháng 6 -> 8 gió tây nam hoạt động mạnh kéo theo nhưng cơn bão, gió rất mạnh kèm theo mưa đá ở những vùng cao phía bắc và trung tâm và những yếu tố thuận lợi khác. Với lợi thế đó là những điều kiện thuận lợi để phát triển nền nông nghiệp đa dạng, đặc biệt là các loại cây ăn quả, cây công nghiệp, cây dược liệu và chăn nuôi gia súc.

#### Thổ nhưỡng
Tây Ninh có tiềm năng dồi dào về đất, trên 96% quỹ đất thuận lợi cho phát triển cây trồng các loại, từ cây trồng nước đến cây công nghiệp ngắn ngày và dài ngày, cây ăn quả các loại. Đất đai Tây Ninh có thể chia làm 5 nhóm đất chính với 15 loại đất khác nhau. Trong đó, nhóm đất xám chiếm trên 84%, đồng thời là tài nguyên quan trọng nhất để phát triển nông nghiệp. Ngoài ra, còn có nhóm đất phèn chiếm 6,3%, nhóm đất cỏ vàng chiếm 1,7%, nhóm đất phù sa chiếm 0,44%, nhóm đất than bùn chiếm 0,26% tổng diện tích. Đất lâm nghiệp chiếm hơn 10% diện tích tự nhiên.

#### Sông ngòi
Tây Ninh có Hồ Dầu Tiếng giúp cân bằng sinh thái, phục vụ tưới tiêu trong nông nghiệp, cung cấp nước cho nuôi trồng thủy sản, sinh hoạt tiêu dùng và cho sản xuất công nghiệp. Nguồn nước ngầm ở Tây Ninh phân bố rộng khắp trên địa bàn, bảo đảm chất lượng cho sản xuất và đời sống của người dân. Cách thành phố Tây Ninh 20km là điểm du lịch nằm tuyến liên hoàn giữa thành phố Tây Ninh - Toà Thánh Tây Ninh - Núi Bà Đen. Hồ có diện tích 27.000 ha, có sức chứa 1,5 tỷ m³ nước tưới cho đồng ruộng tỉnh và các tỉnh lân cận.

## Lịch sử

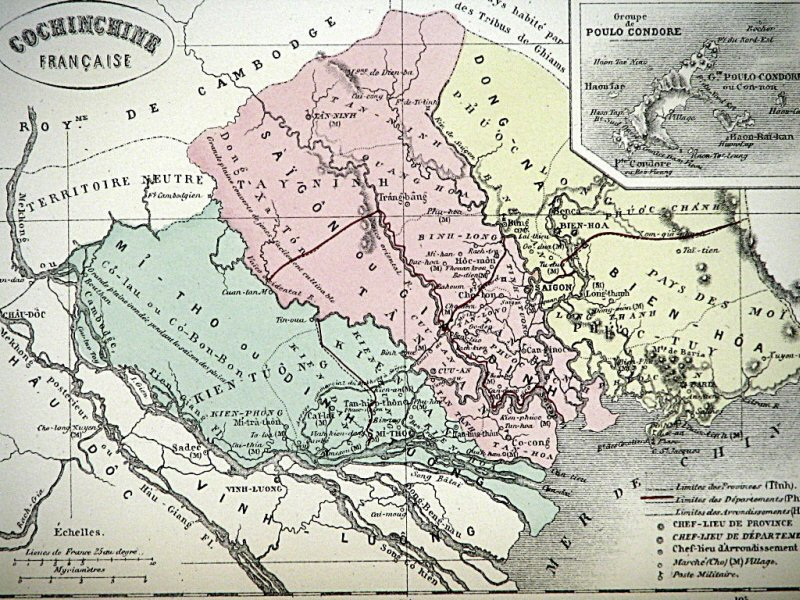
phủ Tây Ninh trong bản đồ tỉnh Gia Định thời Pháp xâm chiếm 3 tỉnh miền Đông Nam Kỳ năm 1865.

Năm 1802, vua Gia Long lên ngôi, đồng thời đổi tên phủ Gia Định thành trấn Gia Định.
Năm 1808, trấn Gia Định đổi lại đổi là thành Gia Định, gồm có 5 trấn là Phiên An, Biên Hòa, Vĩnh Thanh, Định Tường và Hà Tiên.
Năm 1832, vua Minh Mạng định tiếp tục tổ chức hành chính ở Gia Định, từ 5 trấn chia thành 6 tỉnh gồm có Phiên An tỉnh thành (tức trấn Phiên An cũ), tỉnh Biên Hòa (trấn Biên Hòa cũ), tỉnh Định Tường (trấn Định Tường cũ), tỉnh Vĩnh Long (trấn Vĩnh Thanh cũ), tỉnh An Giang, tỉnh Hà Tiên. Lúc bấy giờ, vùng đất Tây Ninh thuộc Phiên An tỉnh thành.
Năm 1836, chuẩn tấu lời tâu của đình thần Trương Minh Giảng và Trương Đăng Quế, vua Minh Mạng cho đổi tỉnh Phiên An thành tỉnh Gia Định gồm có 3 phủ, 7 huyện. Các phủ là Phủ Tân Bình có 3 huyện, Phủ Tân An có 2 huyện, Phủ Tây Ninh có 2 huyện là: huyện Tân Ninh và huyện Quang Hóa.
Phủ Tây Ninh: phía Bắc giáp Cao Miên (qua núi Chiêng, tức núi Bà Đen), phía Đông giáp huyện Bình Long phủ Tân Bình, phía Nam giáp huyện Bình Dương phủ Tân Bình và huyện Cửu An phủ Tân An, nguyên là đạo Quang Phong. Năm Minh Mạng thứ 19 (1838), bỏ đạo lập phủ với tên gọi phủ Tây Ninh, quản lý 2 huyện (với 7 tổng có 56 làng xã):
- Huyện Tân Ninh, lỵ sở kiêm phủ thành nằm ở thôn Khang Ninh (nay thuộc thị xã Tây Ninh), phía Bắc giáp Cao Miên (qua núi Chiêng), phía Đông giáp huyện Bình Long phủ Tân Bình, phía Nam giáp huyện Bình Long phủ Tân Bình và huyện Quang Hóa cùng phủ Tây Ninh, phía Tây giáp huyện huyện Kiến Hưng tỉnh Định Tường và giáp nước Cao Miên. Huyện Tân Ninh, được đặt ra năm Minh Mạng thứ 17 (1836), theo Đại Nam nhất là quản lý 2 tổng (nhưng có lẽ là 3 tổng), là tổng Hàm Ninh Thượng và tổng Kiếm Hoa với 24 làng xã.[8] Phần đất huyện Tân Ninh phủ Tây Ninh nhà Nguyễn nay có thể là địa phận phía Bắc của tỉnh Tây Ninh ngày nay (tức năm 2011) (thành phố Tây Ninh, huyện Tân Biên, huyện Châu Thành,...) và có thể bao gồm cả một phần đất phía Bắc của tỉnh Svay Rieng (khúc giữa tỉnh Svay Rieng) Campuchia, vì mô tả trên theo Đại Nam nhất thống chí: Tân Ninh còn tiếp giáp với cả huyện Kiến Hưng phủ Kiến An tỉnh Định Tường nhà Nguyễn, vốn chỉ nằm bên bờ Tây sông Vàm Cỏ Tây, cách địa bàn tỉnh Tây Ninh ngày nay (phần từng là đất huyện Tân Ninh) qua địa bàn tỉnh Svay Rieng.

Năm 1890, sau khi lập Liên bang Đông Dương, người Pháp trích một phần đất hạt Tây Ninh (hạt Tây Ninh nguyên là toàn bộ phủ Tây Ninh) là phần đất dọc theo rạch Ngã Bát cho Campuchia thuộc Pháp, trong đó có lẽ gồm cả phần đất tỉnh Svay Rieng (tức tỉnh Soài Riêng) đề cập đến ở trên. Các bản đồ của người Pháp thể hiện xứ Nam Kỳ thuộc Pháp, vẽ với kỹ thuật Tây phương khá chính xác, vào các năm 1872 và 1886 (trước khi thành lập Liên bang Đông Dương năm 1887) đều thể hiện vùng lồi Svay Rieng thuộc đất Nam Kỳ (Cochinchine).
- Huyện Quang Hóa, phía Bắc giáp huyện Tân Ninh cùng phủ Tây Ninh, phía Đông giáp huyện Tân Ninh, phía Nam giáp huyên Tân Ninh và huyện Cửu An phủ Tân An, phía Tây giáp huyện Kiến Hưng phủ Kiến An tỉnh Định Tường nhà Nguyễn. Lỵ sở trước đặt ở thôn Cẩm Giang sau chuyển sang thôn Long Giang, quản lý 4 tổng (Hàm Ninh Hạ (Ham Ninh Ha tong), Mộc Hóa (Moc Hoa tong), Giải Hóa (Giải Hoa tong), Mỹ Ninh (Mi Nin tong)) với 32 làng xã.[8] Đất huyện Quang Hóa phủ Tây Ninh nhà Nguyễn nay có thể là địa phân các huyện phía Nam tỉnh Tây Ninh (như Bến Cầu, Gò Dầu, Trảng Bàng,...), các huyện Đông Bắc tỉnh Long An (như Đức Huệ, Hậu Nghĩa, Mộc Hóa[9],...) và phần phía Nam của tỉnh Svay Rieng, nước Campuchia.

Theo Đại Nam thực lục thì vào khoảng tháng 3 âm lịch năm 1845, Cao Hữu Dực (quyền Tuyên phủ sứ Tây Ninh) cho chiêu mộ dân trong phủ Tây Ninh lập ra 26 thôn làng: Tiên Thuận, Phúc Hưng, Phúc Bình, Vĩnh Tuy, Phúc Mỹ, Long Thịnh, Long Khánh, Long Giang, Long Thái, An Thịnh, Khang Ninh, Vĩnh An, An Hòa, Gia Bình, Long Bình, Hòa Bình, Long Định, Phú Thịnh, Thái Định, Hòa Thuận, An Thường, Thuận Lý, Thiên Thiện, Hướng Hóa, Định Thái, Định Bình, đều thuộc phủ Tây Ninh. Vua Thiệu Trị phê chuẩn quyết định này.
Năm 1850, vua Tự Đức cho đổi bảo Định Liêu 定遼 làm huyện lỵ Quang Hóa.
Năm 1861, Sau khi thực dân Pháp chiếm Tây Ninh, việc cai quản ở 2 huyện được thay thế bằng 2 Đoàn Quân sự đặt tại Trảng Bàng và Tây Ninh.

Bản đồ hành chính hạt Tham biện Tây Ninh của Nam Kỳ thuộc Pháp khoảng năm 1896 - 1898

Năm 1868, hai đoàn Quân sự được thay thế bằng hai Ty Hành chánh. Sau nhiều lần thay đổi, năm 1897 Tây Ninh gồm có 2 quận là Thái Bình, Trảng Bàng, trong đó có 10 tổng, 50 làng. Đứng đầu tỉnh Tây Ninh lúc này (1897) là chánh tham biện Seville. 
Ngày 1 tháng 1 năm 1900, Toàn quyền Paul Doumer cho áp dụng nghị định ký ngày 20 tháng 12 năm 1899 đổi các khu tham biện (inspections) là tỉnh (province). Thời Pháp thuộc, Nam Kỳ được chia làm 20 tỉnh để cai trị và sau đó Cap St. Jacques (Vũng Tàu) tách ra thành tỉnh thứ 21. Tây Ninh lúc đó là tỉnh thứ 12. Chủ tỉnh đầu tiên là O. de Lalande-Calan. 
| “                 | Gia, Châu, Hà, Rạch, Trà Sa, Bến,Long, Tân, Sóc Thủ, Tây, Biên, Mỹ, Bà. Chợ, Vĩnh, Gò, Cần, Bạc và Cấp (Vũng Tàu) | ” |
| — Thơ về các Tỉnh | |   |

Ngày 9 tháng 12 năm 1942, Thống đốc Nam kỳ ban hành Nghị định số 8345 ấn định ranh giới Tây Ninh.
Sau Cách mạng Tháng Tám tỉnh Tây Ninh vẫn giữ nguyên ranh giới cũ.
Năm 1950, cắt một phần đất của xã Thái Hiệp Thạnh cũ thành lập thị xã Tây Ninh, nhưng do chưa đủ điều kiện hoạt động nên sau đó giải thể.
Sau hiệp định Giơnevơ năm 1954, thành lập lại Thị xã Tây Ninh trên địa bàn cũ, do Võ Văn Truyện làm Bí thư Đảng kiêm Chủ tịch Uỷ ban hành chính.
Năm 1957, tỉnh Tây Ninh chia thành 3 quận gồm có Châu Thành, Gò Dầu Hạ, Trảng Bàng.
Năm 1959, quận Châu Thành chia thành 2 quận Phước Ninh và Phú Khương; quận Gò Dầu Hạ chia thành 2 quận Hiếu Thiện và Khiêm Hanh.
Năm 1960, Mặt trận Dân tộc Giải phóng Miền Nam được thành lập tại làng Tân Lập, Tây Ninh. Đây cũng là trụ sở của Mặt trận từ năm 1960 đến 1966
Năm 1961, quận Trảng Bàng đổi tên thành quận Phú Đức.
Năm 1963, quận Phú Đức được giao cho tỉnh Hậu Nghĩa và đổi lại tên cũ là Trảng Bàng. Từ đó đến năm 1975, tỉnh Tây Ninh có 4 quận:
- Quận Phước Ninh có 15 xã; quận lỵ đặt tại Bến Sỏi, sau dời đến ngã ba Tầm Long
- Quận Phú Khương có 11 xã; quận lỵ đặt tại Suối Đá, sau dời đến chợ Long Hoa
- Quận Hiếu Thiện có 15 xã; quận lỵ đặt tại Gò Dầu Hạ
- Quận Khiêm Hanh có 5 xã; quận lỵ đặt tại Bàu Đồn.

Năm 1968, Liên minh các Lực lượng Dân tộc, Dân chủ và Hòa bình Việt Nam cũng được thành lập tại Tây Ninh
Năm 1969, Cộng hòa Miền Nam Việt Nam ra đời tại Tây Ninh và được xem là thủ đô đầu tiên.
Sau năm 1975, tỉnh Tây Ninh có thị xã Tây Ninh và 7 huyện: Bến Cầu, Châu Thành, Dương Minh Châu, Gò Dầu, Phú Khương, Tân Biên, Trảng Bàng.
Ngày 14 tháng 3 năm 1979, đổi tên huyện Phú Khương thành huyện Hòa Thành.
Ngày 13 tháng 5 năm 1989, tách một phần các huyện Tân Biên và Dương Minh Châu để thành lập huyện Tân Châu.
Ngày 29 tháng 12 năm 2013, Chính phủ ban hành Nghị quyết số 135/NQ-CP thành lập thành phố Tây Ninh trên cơ sở toàn bộ diện tích và dân số của thị xã Tây Ninh.
Ngày 10 tháng 1 năm 2020, Ủy ban Thường vụ Quốc hội ban hành Nghị quyết số 865/NQ-UBTVQH14 (nghị quyết có hiệu lực từ ngày 1 tháng 2 năm 2020). Theo đó, thành lập hai thị xã Hòa Thành và Trảng Bàng trên cơ sở toàn bộ diện tích và dân số của hai huyện có tên tương ứng. Kể từ ngày hôm đó, tỉnh Tây Ninh có 1 thành phố, 2 thị xã và 6 huyện như hiện nay.
Ngày 12 tháng 6 năm 2025, Quốc hội ban hành Nghị quyết số 202/2025/QH15 về việc sắp xếp đơn vị hành chính cấp tỉnh (nghị quyết có hiệu lực từ ngày 12 tháng 6 năm 2025). Theo đó, sáp nhập tỉnh Long An vào tỉnh Tây Ninh.
Sau khi sáp nhập, tỉnh Tây Ninh có 8.536,44 km² diện tích tự nhiên và quy mô dân số là 3.254.170 người.

## Hành chính
Tỉnh Tây Ninh có 96 đơn vị hành chính cấp xã, bao gồm 14 phường và 82 xã.
| Tên         | Diện tích (km²) | Dân số (người) |
| ----------- | --------------- | -------------- |
| Phường (14) |                 |                |
| An Tịnh     | 78,44           | 61.212         |
| Bình Minh   | 105,35          | 55.010         |
| Gia Lộc     | 50,26           | 37.354         |
| Gò Dầu      | 43,09           | 66.340         |
| Hòa Thành   | 20,42           | 40.968         |
| Khánh Hậu   | 22,80           | 28.965         |
| Kiến Tường  | 26,28           | 23.738         |
| Long An     | 34,90           | 106.667        |
| Long Hoa    | 55,99           | 106.017        |
| Ninh Thạnh  | 52,66           | 52.249         |
| Tân An      | 25,50           | 32.292         |
| Tân Ninh    | 21,35           | 89.360         |
| Thanh Điền  | 30,73           | 43.528         |
| Trảng Bàng  | 36,97           | 53.532         |
| Xã (82)     |                 |                |
| An Lục Long | 33,75           | 29.485         |
| An Ninh     | 57,69           | 37.792         |
| Bến Cầu     | 112,02          | 49.228         |
| Bến Lức     | 48,75           | 56.900         |
| Bình Đức    | 51,20           | 35.110         |
| Bình Hiệp   | 123,68          | 21.420         |
| Bình Hòa    | 117,85          | 13.581         |
| Bình Thành  | 132,41          | 10.690         |
| Cần Đước    | 48,56           | 50.473         |

| Tên             | Diện tích (km²) | Dân số (người) |
| --------------- | --------------- | -------------- |
| Cần Giuộc       | 60,40           | 77.704         |
| Cầu Khởi        | 90,51           | 25.431         |
| Châu Thành      | 93,41           | 51.901         |
| Dương Minh Châu | 177,15          | 35.878         |
| Đông Thành      | 130,94          | 27.169         |
| Đức Hòa         | 63,31           | 49.864         |
| Đức Huệ         | 134,13          | 22.930         |
| Đức Lập         | 59,41           | 31.722         |
| Hảo Đước        | 93,75           | 32.503         |
| Hậu Nghĩa       | 66,48           | 46.745         |
| Hậu Thạnh       | 93,82           | 19.336         |
| Hiệp Hòa        | 55,02           | 32.869         |
| Hòa Hội         | 111,30          | 14.395         |
| Hòa Khánh       | 59,75           | 35.638         |
| Hưng Điền       | 131,16          | 19.308         |
| Hưng Thuận      | 102,72          | 26.546         |
| Khánh Hưng      | 145,09          | 20.347         |
| Long Cang       | 31,73           | 32.686         |
| Long Chữ        | 92,00           | 17.746         |
| Long Hựu        | 36,89           | 29.057         |
| Long Thuận      | 65,61           | 24.518         |
| Lộc Ninh        | 90,25           | 29.346         |
| Lương Hòa       | 62,16           | 23.308         |
| Mộc Hóa         | 135,56          | 16.880         |
| Mỹ An           | 32,76           | 20.682         |

| Tên            | Diện tích (km²) | Dân số (người) |
| -------------- | --------------- | -------------- |
| Mỹ Hạnh        | 63,44           | 56.793         |
| Mỹ Lệ          | 39,85           | 36.969         |
| Mỹ Lộc         | 32,71           | 40.199         |
| Mỹ Quý         | 132,98          | 28.537         |
| Mỹ Thạnh       | 63,70           | 26.530         |
| Mỹ Yên         | 29,23           | 49.248         |
| Nhơn Hòa Lập   | 109,77          | 19.949         |
| Nhơn Ninh      | 92,67           | 27.099         |
| Nhựt Tảo       | 36,45           | 30.168         |
| Ninh Điền      | 152,23          | 23.470         |
| Phước Chỉ      | 82,84           | 31.461         |
| Phước Lý       | 27,37           | 42.840         |
| Phước Thạnh    | 70,89           | 44.113         |
| Phước Vinh     | 165,08          | 23.314         |
| Phước Vĩnh Tây | 34,40           | 28.127         |
| Rạch Kiến      | 24,53           | 38.795         |
| Tân Biên       | 244,71          | 36.771         |
| Tân Châu       | 54,77           | 24.072         |
| Tân Đông       | 134,32          | 27.582         |
| Tân Hòa        | 416,82          | 24.457         |
| Tân Hội        | 143,24          | 21.783         |
| Tân Hưng       | 107,75          | 18.046         |
| Tân Lân        | 38,93           | 29.984         |
| Tân Lập        | 257,61          | 16.810         |
| Tân Long       | 149,10          | 14.102         |

| Tên         | Diện tích (km²) | Dân số (người) |
| ----------- | --------------- | -------------- |
| Tân Phú     | 103,08          | 29.953         |
| Tân Tập     | 60,22           | 44.767         |
| Tân Tây     | 113,45          | 19.438         |
| Tân Thành   | 254,99          | 27.783         |
| Tân Thạnh   | 118,45          | 25.869         |
| Tân Trụ     | 30,84           | 26.855         |
| Tầm Vu      | 43,50           | 35.956         |
| Thạnh Bình  | 174,92          | 30.764         |
| Thạnh Đức   | 99,06           | 44.539         |
| Thạnh Hóa   | 108,18          | 16.738         |
| Thạnh Lợi   | 96,52           | 24.037         |
| Thạnh Phước | 144,64          | 22.064         |
| Thuận Mỹ    | 53,37           | 39.330         |
| Thủ Thừa    | 50,45           | 44.485         |
| Trà Vong    | 88,67           | 24.316         |
| Truông Mít  | 74,43           | 40.174         |
| Tuyên Bình  | 137,81          | 19.158         |
| Tuyên Thạnh | 108,81          | 15.331         |
| Vàm Cỏ      | 40,73           | 25.354         |
| Vĩnh Châu   | 144,28          | 13.022         |
| Vĩnh Công   | 24,71           | 22.784         |
| Vĩnh Hưng   | 95,26           | 21.204         |
| Vĩnh Thạnh  | 118,68          | 18.046         |

## Kinh tế - xã hội
Theo quyết định Quy hoạch số 241/QĐ-TTg của Thủ tướng Chính phủ Phạm Minh Chính trong giai đoạn 2021 – 2025: thành phố Tây Ninh sẽ từ đô thị loại III lên đô thị loại II; thị xã Hòa Thành và thị xã Trảng Bàng từ đô thị loại IV lên đô thị loại III; thị trấn Gò Dầu huyện Gò Dầu và thị trấn Bến Cầu huyện Bến Cầu sẽ đô thị loại IV. Trong đó, huyện Bến Cầu sẽ thành lập thị xã Bến Cầu. Đến giai đoạn 2026 – 2030, thị trấn Gò Dầu huyện Gò Dầu tiếp tục tiến lên đô thị loại III và huyện Dương Minh Châu thành lập thị xã Dương Minh Châu.

### Kinh tế

Hình ảnh núi Bà Đen từ trung tâm thành phố Tây Ninh.

Năm 2018, Tây Ninh là đơn vị hành chính Việt Nam đông thứ 37 về số dân, xếp thứ 28 về Tổng sản phẩm trên địa bàn (GRDP), xếp thứ 14 về GRDP bình quân đầu người, đứng thứ 32 về tốc độ tăng trưởng GRDP. Với 1.133.400 người dân, GRDP đạt 71.166 tỉ Đồng (tương ứng với 3,0908 tỉ USD), GRDP bình quân đầu người đạt 62,79 triệu đồng (tương ứng với 2.727 USD), tốc độ tăng trưởng GRDP đạt 8,01%.
Trong kỳ họp đánh giá tình hình phát triển kinh tế - xã hội trên địa bàn tỉnh Tây Ninh năm 2022, tổng sản phẩm trong tỉnh ước tính đạt 55.914 tỷ đồng, tăng 8,84% so với cùng kỳ. GRDP bình quân đầu người đạt 3.700 USD. Định hướng phát triển thời gian tới, tỉnh Tây Ninh xác định mục tiêu phấn đấu đến năm 2025 đưa du lịch trở thành ngành kinh tế quan trọng và đến năm 2030 phát triển du lịch trở thành ngành kinh tế mũi nhọn.
Tỉnh Tây Ninh được xem là một trong những cửa ngõ giao lưu về quốc tế quan trọng giữa Việt Nam với Campuchia, Thái Lan,... Đồng thời tỉnh có vị trí quan trọng trong mối giao lưu trao đổi hàng hoá giữa các tỉnh vùng kinh tế trọng điểm phía Nam và các tỉnh thuộc vùng Đồng bằng sông Cửu Long.
Trong năm 2022, tốc độ phát triển kinh tế - xã hội của Tây Ninh đạt 9,56%, xếp thứ 16 cả nước và đứng thứ nhất trong các vùng kinh tế trọng điểm phía Nam. Trong đó, tổng doanh thu du lịch tăng 130%, đạt 1.400 tỷ đồng và lượng khách du lịch tăng 200%, đạt 4,5 triệu lượt. Khu du lịch Núi Bà Đen cũng trở thành 1 trong 5 điểm đến thu hút nhiều khách du lịch nhất cả nước.

#### Nông nghiệp
Theo báo cáo của Sở Nông nghiệp và Phát triển nông thôn, năm 2024, giá trị GRDP ngành nông lâm thuỷ sản tỉnh Tây Ninh đạt 14.510 tỷ đồng (theo giá so sánh 2010), tăng 4,5% so với năm 2023, đây là mức tăng trưởng cao nhất kể từ năm 2020, cao hơn bình quân cả nước (3,3%) và Tây Ninh đứng thứ 10 về tốc độ tăng trưởng ngành nông nghiệp của cả nước. Tính theo giá hiện hành, con số này đạt 24.458 tỷ đồng, chiếm 19,7% tổng GRDP của tỉnh.
Năm 2024, Ngành Nông nghiệp Tây Ninh tiếp tục đóng vai trò then chốt, với những kết quả nổi bật:
- Ngành đã có sự tăng trưởng toàn diện, lĩnh vực trồng trọt chiếm tỷ trọng 76%, trong khi chăn nuôi chiếm 21% và ghi nhận mức tăng trưởng GRDP ấn tượng 20% so với năm trước.
- Hiệu quả sử dụng đất gia tăng, giá trị sản phẩm thu được từ 1 ha đất trồng trọt đạt 112 triệu đồng/năm, tăng 3 triệu đồng so với năm 2023.
- Phát triển nông thôn mạnh mẽ với 95,8% xã trên toàn tỉnh đã đạt chuẩn nông thôn mới, 26 xã đạt chuẩn nông thôn mới nâng cao và 04 xã đạt chuẩn nông thôn mới kiểu mẫu; tỷ lệ dân cư nông thôn sử dụng nước sạch đạt 70%; tỷ lệ che phủ rừng duy trì ổn định ở mức 16,3%.

#### Công nghiệp

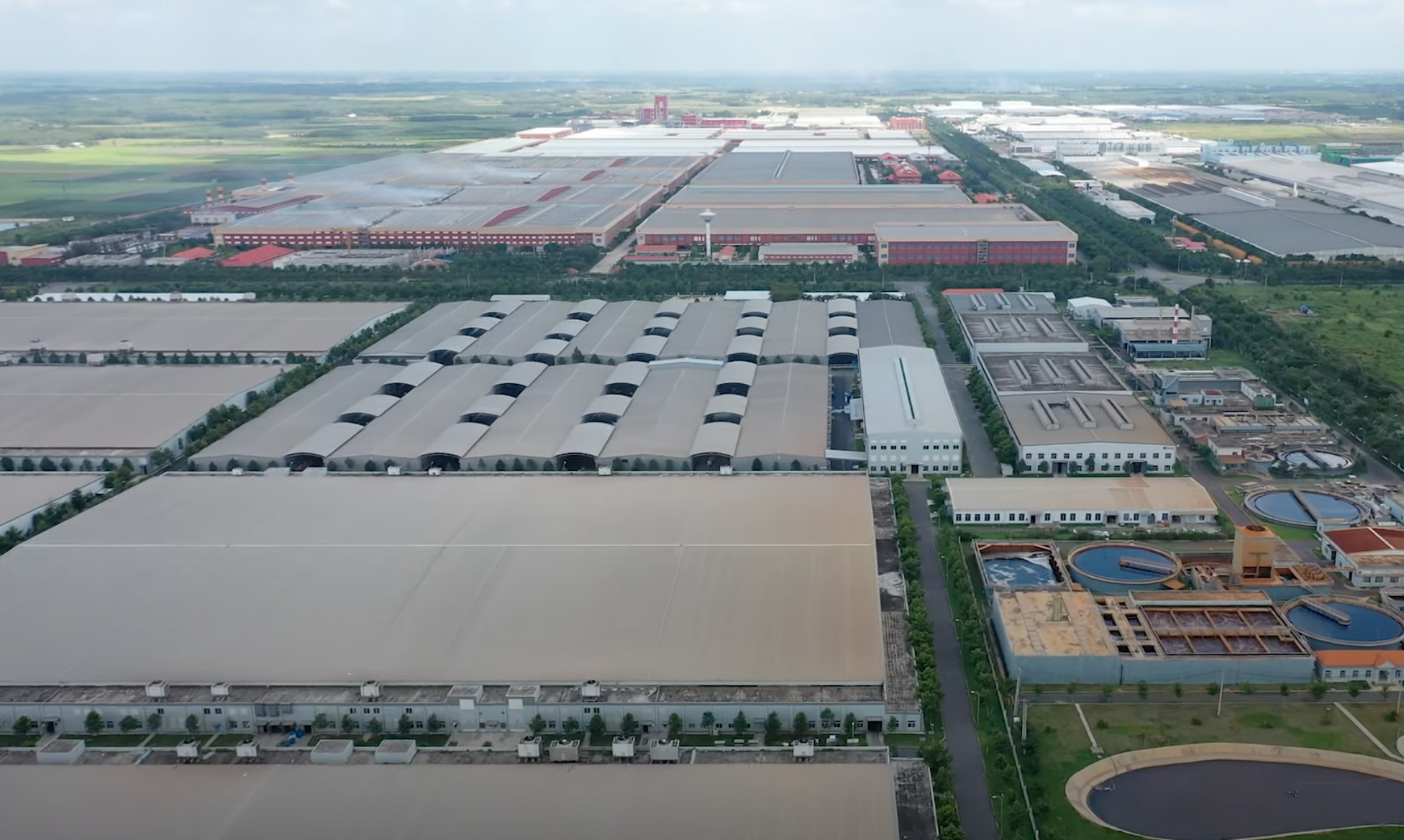
Khu công nghiệp Phước Đông.

Ngành công nghiệp và tiểu thủ công nghiệp của Tây Ninh ngày càng phát triển vững chắc đồng thời đã xây dựng được hệ thống các nhà máy chế biến nông sản tại các vùng chuyên canh như các nhà máy mía đường, các nhà máy chế biến bột củ mì, các nhà máy chế biến mủ cao su, từng bước xây dựng các khu công nghiệp trong tỉnh.

## Giáo dục
Tính đến thời điểm ngày 30 tháng 6 năm 2025, toàn tỉnh có 415 đơn vị sự nghiệp giáo dục công lập gồm: 106 cơ sở mầm non, 174 cơ sở tiểu học, 101 THCS, 26 THPT, 7 Trung tâm Giáo dục nghề nghiệp - Giáo dục thường xuyên và 1 Trường Cao đẳng Sư phạm.
Trong đó, bậc học mầm non có 131 trường (công lập 106 trường, tư thục 25 trường) với 96 điểm lẻ của trường, giảm 3 trường (2 công lập và 1 tư thục) so với cùng kỳ.
Toàn tỉnh có 126 nhóm trẻ, lớp mẫu giáo, lớp mầm non độc lập (gọi chung là cơ sở giáo dục mầm non độc lập) - tăng 17 cơ sở giáo dục mầm non độc lập so với cùng kỳ.
Bậc học phổ thông có 303 cơ sở, trong đó có 174 trường tiểu học, giảm 3 trường so với đầu năm học do sắp xếp lại quy mô trường lớp. Cấp THCS có 101 trường, THPT có 28 (bao gồm 1 trường chuyên, 1 trường phổ thông dân tộc nội trú và 2 trường tư thục).
Hệ giáo dục thường xuyên có 7 Trung tâm Giáo dục nghề nghiệp - Giáo dục thường xuyên trên 9 điểm trung tâm, sau khi hợp nhất một số trung tâm.
Tại thời điểm năm 2021 (tròn 5 năm thực hiện Nghị quyết 19 của Trung ương), số lượng đơn vị sự nghiệp công lập cũng đã giảm mạnh do hợp nhất, sáp nhập. Cụ thể, lĩnh vực giáo dục và đào tạo giảm 81/521 đơn vị trường học (tỷ lệ giảm 15,54%).
Số lượng trường THPT giảm 5/31 trường, trường THCS giảm 4/105 trường, trường tiểu học giảm 60/261 trường và trường mầm non, mẫu giáo giảm 12/123 trường.
Sau khi sắp xếp, tổ chức lại các trường mầm non, tiểu học, phổ thông, trên địa bàn tỉnh hình thành 4 trường phổ thông nhiều cấp học: Trường TH&THCS Long Phước, Trường TH&THCS xã Phan, Trường TH&THCS Bến Củi, Trường TH&THCS Trưng Vương. Như vậy, tính đến cuối năm 2021, tổng số trường học mầm non và phổ thông trên địa bàn tỉnh còn 440 trường.
Lĩnh vực giáo dục nghề nghiệp giảm 1 trong tổng số 17 trung tâm và các cơ sở giáo dục nghề nghiệp. Cụ thể, hợp nhất Trường trung cấp nghề khu vực Nam Tây Ninh và Trường trung cấp Kinh tế - Kỹ thuật Tây Ninh thành Trường trung cấp Kinh tế - Kỹ thuật Tây Ninh; quyết định thành lập Trung tâm Giáo dục nghề nghiệp - Giáo dục thường xuyên huyện, thị xã, thành phố trên cơ sở tổ chức lại 9 trung tâm giáo dục thường xuyên huyện, thị xã, thành phố thuộc Sở Giáo dục và Đào tạo, giao về UBND cấp huyện quản lý.
Tiếp theo, từ năm 2021 đến cuối năm 2024, từ 440 trường mầm non và phổ thông, đến nay chỉ còn 415 trường.

## Văn hóa
Kiến trúc Chàm, nền văn minh Chàm và dân tộc Khmer được đánh giá cao như là một xã hội văn minh sớm xuất hiện ở miền Nam Việt Nam. Tây Ninh hiện còn 2 trong 3 tháp cổ ở vùng đất nam bộ của nền văn hóa Óc Eo (Vương quốc Phù Nam tồn tại từ thế kỷ I đến thế kỷ VIII) hầu như còn nguyên vẹn là tháp Chót Mạt ở xã Tân Phong huyện Tân Biên và tháp Bình Thạnh ở xã Phước Bình thị xã Trảng Bàng.
Tây Ninh có nhiều di tích lịch sử - văn hoá và danh lam thắng cảnh, hệ thống di tích địa phương thể hiện cội nguồn; phản ánh quá trình khai hoang, lập ấp; phong tục tập quán, truyền thống của người dân, với nhiều giá trị lịch sử quan trọng.  Vì vậy, công tác xây dựng, nâng cấp, trùng tu các di tích lịch sử- văn hoá trên địa bàn tỉnh luôn được chú trọng và đang từng bước kết hợp phát triển du lịch.
Tây Ninh là nơi hội tụ, giao thoa của nhiều bản sắc văn hoá, với 22 dân tộc sinh sống như: Khmer, Chăm, Hoa, X’tiêng, Kinh (đa số), Mường, Tày, Thái, Nùng, Dao, H’mông,... định cư phân bố trên khắp các huyện, thị xã, thành phố. Tây Ninh còn là cái nôi cách mạng miền Nam, có bề dày lịch sử truyền thống hào hùng, cùng sự đa dạng về tôn giáo, văn hoá, tín ngưỡng đã tạo nên một bản sắc văn hoá đặc sắc với nhiều hoạt động lễ hội truyền thống, dân gian, tôn giáo - tín ngưỡng,...
Tây Ninh có 96 di tích đã được xếp hạng, trong đó có 1 di tích quốc gia đặc biệt, 27 di tích quốc gia và 68 di tích cấp tỉnh được phân bố ở 9 huyện, thị xã, thành phố. Bên cạnh những khu du lịch nổi tiếng của tỉnh như: Núi Bà Đen, Vườn quốc gia Lò Gò - Xa Mát, Khu di tích Căn cứ Trung ương Cục miền Nam,… hệ thống các di tích lịch sử trên địa bàn tỉnh có vai trò quan trọng và trở thành điểm đến, kết hợp trình diễn các loại hình di sản văn hoá phi vật thể để tạo thành sản phẩm du lịch hấp dẫn, mang đậm nét đặc trưng của địa phương.
Ngoài hệ thống di tích dày đặc, trên địa bàn tỉnh Tây Ninh có 9 di sản văn hoá phi vật thể được Bộ Văn hóa, Thể thao và Du lịch đưa vào danh mục di sản văn hoá phi vật thể quốc gia gồm: Nghệ thuật đờn ca tài tử Nam Bộ; Lễ hội Kỳ yên đình Gia Lộc - Trảng Bàng; Nghệ thuật trình diễn dân gian múa trống Chay-dăm; Nghề làm bánh tráng phơi sương Trảng Bàng; Lễ vía Bà Linh Sơn Thánh Mẫu - núi Bà Đen, thành phố Tây Ninh; Lễ hội Quan lớn Trà Vong; Nghệ thuật chế biến món ăn chay; Nghề làm muối ớt Tây Ninh; Nghề thủ công truyền thống làm nhang Tây Ninh (vừa được công nhận vào ngày 9.8 vừa qua). Trong đó, Nghệ thuật Đờn ca tài tử Nam bộ được UNESCO vinh danh Di sản văn hoá phi vật thể đại diện của nhân loại.
Tây Ninh còn nổi tiếng với các lễ hội:
- Hội Xuân núi Bà Đen (mùng 4 tháng Giêng âm lịch đến hết tháng Giêng).
- Hội Yến Diêu Trì Cung (tổ chức hàng năm tại Tòa Thánh Tây Ninh vào ngày 15 tháng 8 âm lịch).
- Đại lễ vía Đức Chí Tôn (tổ chức hàng năm tại Tòa Thánh Tây Ninh vào ngày 9 tháng 1 âm lịch).

## Du lịch

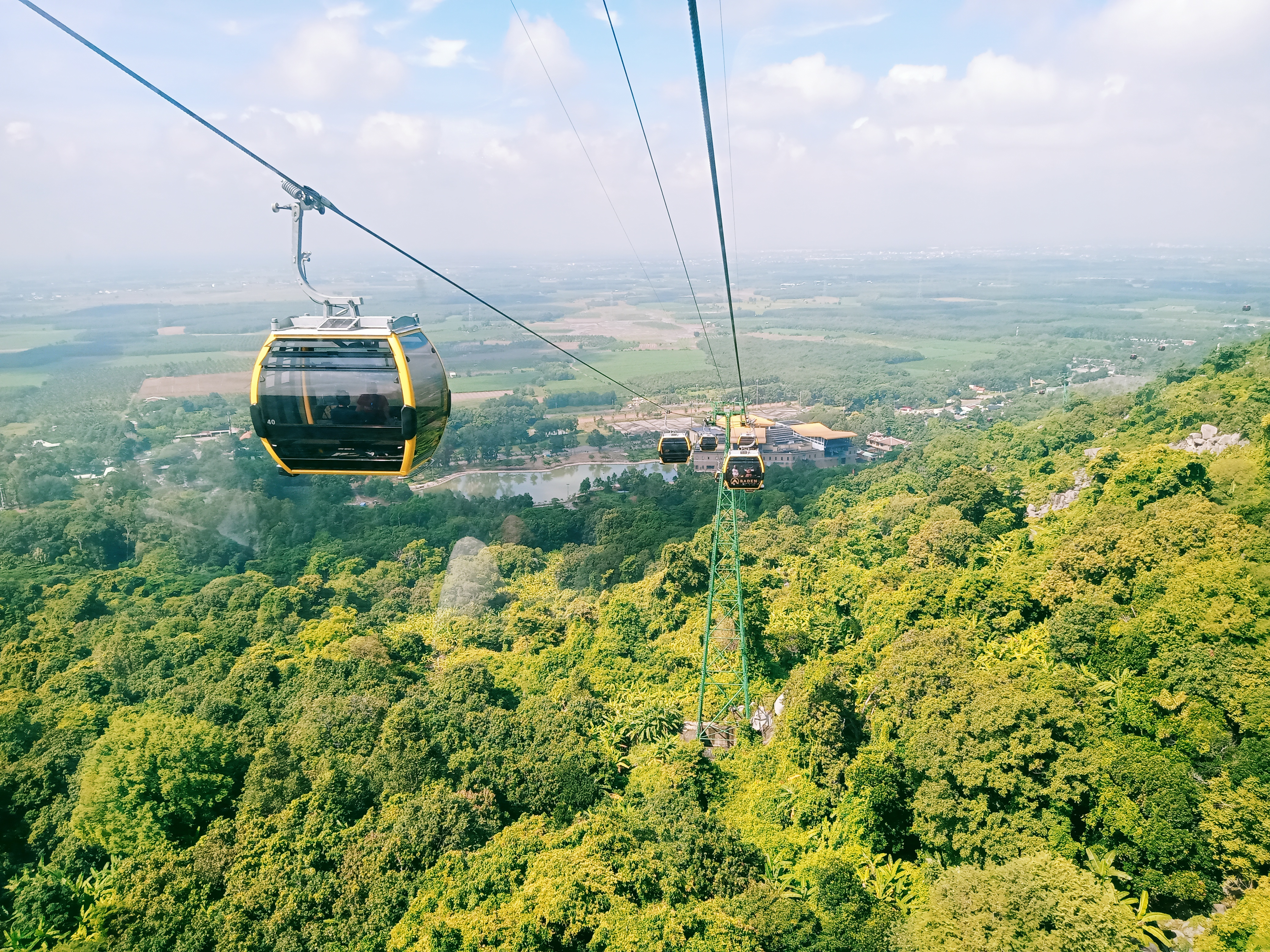
Cáp treo lên Núi Bà Đen.

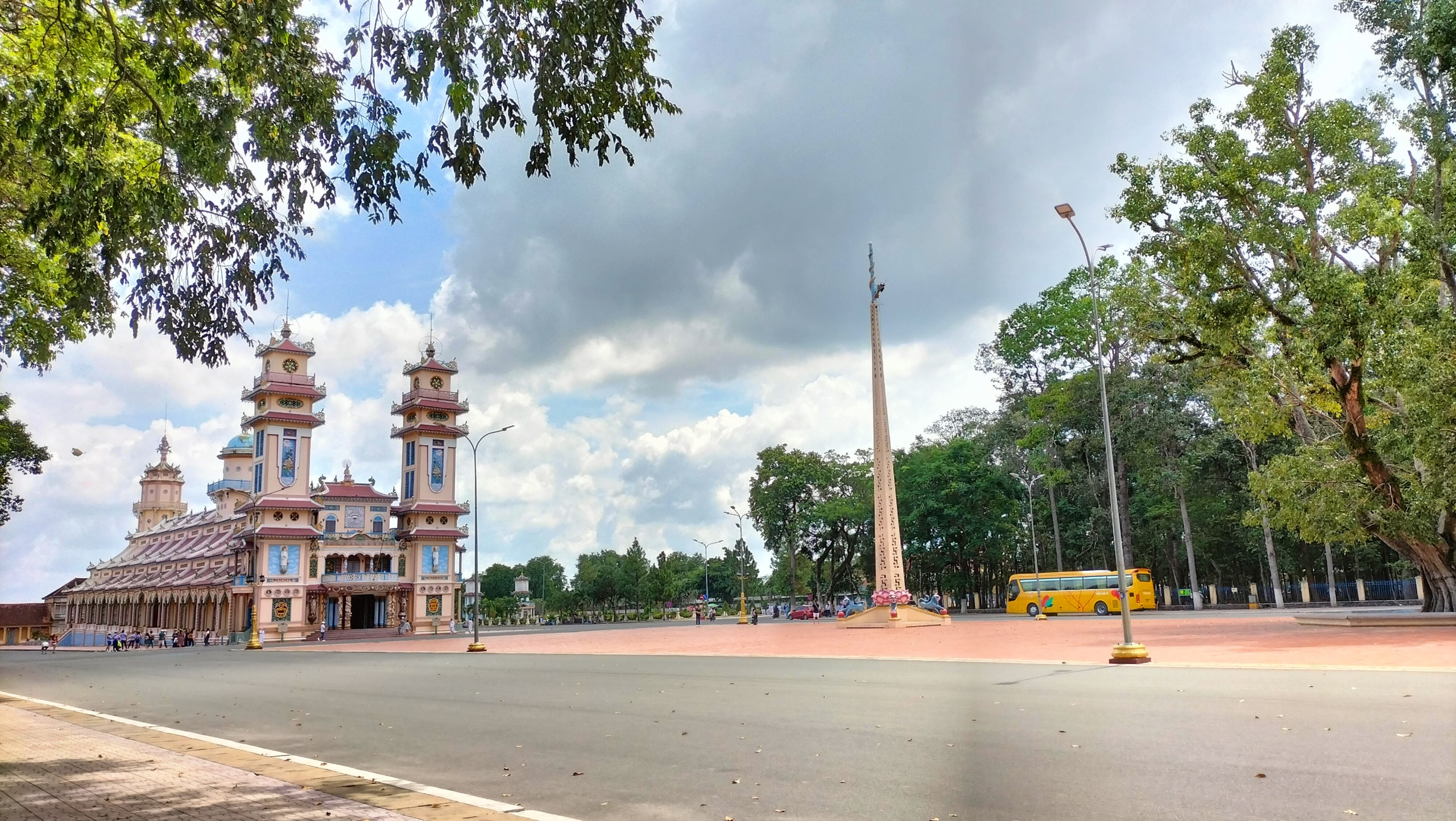
Khuôn viên Tòa Thánh Tây Ninh, ở Hòa Thành (Tây Ninh).

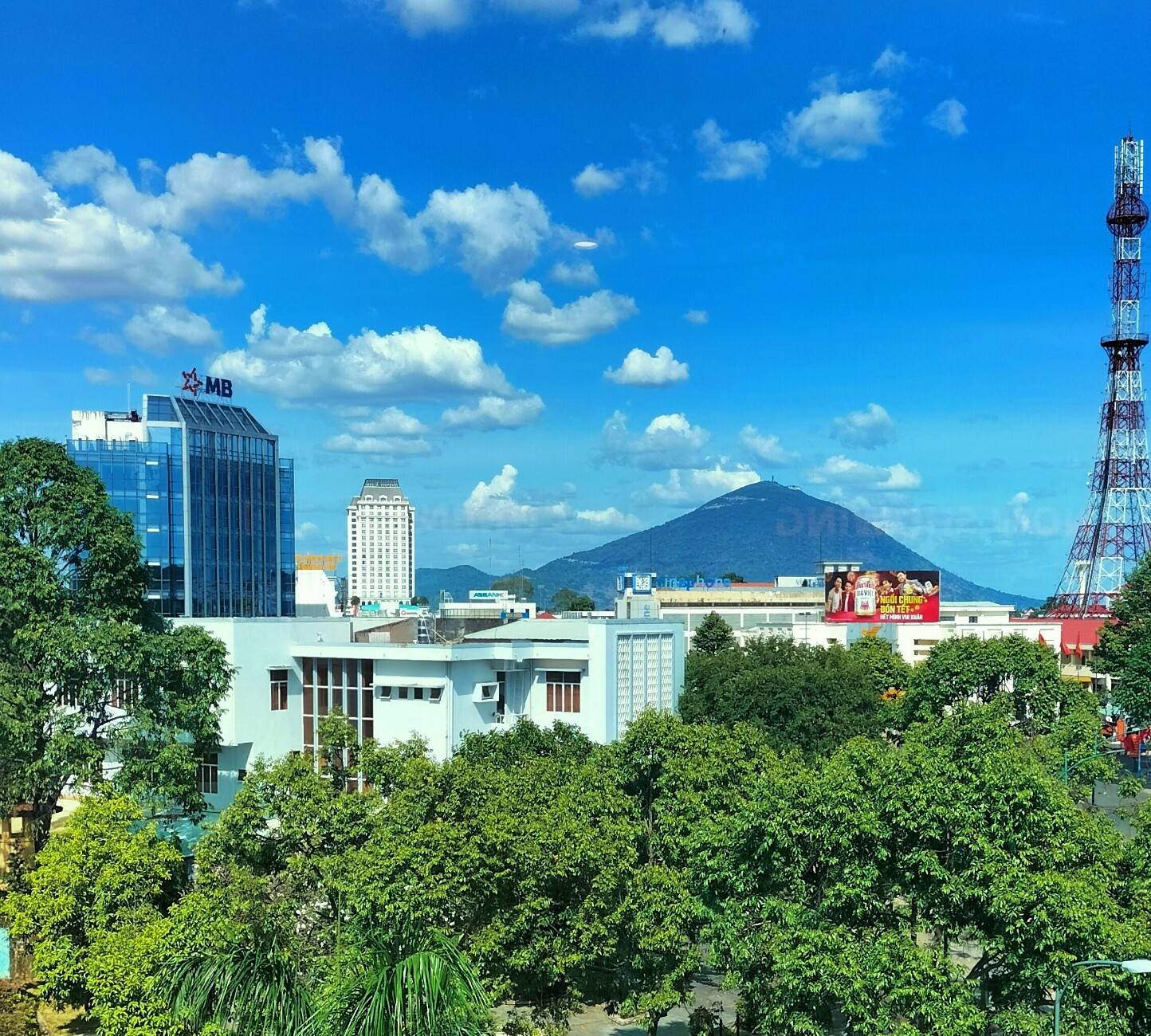
Thành phố Tây Ninh được chụp từ TTC Plaza Tây Ninh với các tòa nhà lần lượt từ trái sang phải: MB-BANK, Vincom Plaza Tây Ninh, núi Bà Đen và tháp truyền hình Tây Ninh.

Định hướng phát triển thời gian tới, đến năm 2030, Tây Ninh sẽ phát triển du lịch trở thành ngành kinh tế mũi nhọn. Thậm chí, trong dịp Tết Nguyên đán 2022, ngành du lịch Tây Ninh đứng đầu cả nước. Theo báo cáo từ Sở Văn hóa, Thể thao và Du lịch tỉnh Tây Ninh, du lịch Tây Ninh có đến gần 90% du khách đến Tây Ninh để thăm quan Khu du lịch Núi Bà Đen và Tòa Thánh Tây Ninh. Tây Ninh nổi tiếng với những phong cảnh thiên nhiên hùng vĩ và những công trình nhân tạo hoành tráng:
- Núi Bà Đen cao 986 m, là ngọn núi cao nhất tại khu vực Miền Nam, Việt Nam
- Vườn quốc gia Lò Gò - Xa Mát
- Hồ Dầu Tiếng
- Tòa Thánh Cao Đài Tây Ninh
- Trung ương Cục Miền Nam
- Khu địa đạo An Thới Trảng Bàng
- Thung lũng Ma Thiên Lãnh
- Khu di tích Căn cứ Trung Ương Cục Miền Nam
- Tháp Bình Thạnh
- Cửa khẩu biên giới Quốc tế Mộc Bài

Ngoài ra còn nhiều địa điểm du lịch khác như: Thung lũng Ma Thiên Lãnh, chùa Cao Sơn Tự ở huyện Gò Dầu,...

### Ẩm thực
Tây Ninh nổi tiếng với các loại đặc sản sau đây:
- Bánh tráng phơi sương: Loại đặc sản này ngày nay đã được sản xuất ở nhiều địa phương trong tỉnh và được sản xuất công nghiệp, nhưng nó vẫn gắn liền với địa danh Trảng Bàng. Trước năm 1980, Bánh Tráng Trảng Bàng được sản xuất từ củ sắn (khoai mì). Nhưng ngày nay thì chỉ được sản xuất từ lúa gạo. Để làm ra Bánh Tráng phơi sương phải qua nhiều công đoạn khá công phu và cầu kỳ.
- Bánh canh thịt heo Trảng Bàng: Bánh canh Trảng Bàng là một món ăn nổi tiếng của Tây Ninh có từ rất lâu đời. Nó đã trở thành một sản phẩm du lịch, một điểm dừng chân thân thuộc đối với khách du lịch.
- Muối tôm: là một đặc sản rất nổi tiếng của Tây Ninh. Ban đầu chỉ có vài hộ gia đình sản xuất nhỏ lẻ, đến nay đã có hơn 100 cơ sở làm các loại sản phẩm muối Tây Ninh, tập trung chủ yếu trên địa bàn huyện Gò Dầu, thị xã Trảng Bàng và thành phố Tây Ninh. Mảnh đất Tây Ninh khắc nghiệt khô cằn chỉ có núi mà không có biển, thiếu cả muối lẫn tôm mà lại sản sinh ra thứ đặc sản nức tiếng này, thật vô cùng kì lạ, đó là một bí quyết, một niềm tự hào của người dân Tây Ninh. Muối tôm, giống như tên gọi có thành phần chính là sự kết hợp giữa tôm và muối. Người dân Tây Ninh nhập nguồn nguyên liệu này về từ các tỉnh ven biển, được chế biến theo một công thức riêng để cho ra đời những hạt muối đậm màu gạch, thơm ngon nổi tiếng trong và ngoài nước.
- Mãng cầu Bà Đen (trái na): được trồng tại khu vực gần núi Bà Đen của Tây Ninh. Cùng với việc chọn thời vụ canh tác, xử lý ra hoa vào các tháng khác nhau mà trái mãng cầu có quanh năm. Ngay cả các tháng 3-4-5, sản lượng cũng đạt gần 1.000 tấn/tháng. Tỉnh Tây Ninh đã tiến hành đăng ký với Cục Sở hữu Trí tuệ về bảo hộ địa danh dưới hình thức chỉ dẫn địa lý "Bà Đen" cho sản phẩm mãng cầu được trồng ở khu vực núi Bà Đen và vùng phụ cận núi Bà.
- Thằn lằn núi và ốc núi cũng là đặc sản nỗi tiếng của Tây Ninh
- Cá Cầy trên sông Vàm cỏ Đông hay cá Lăng trong lòng hồ Dầu Tiếng cũng là những món ăn đặc sản khi đến Tây Ninh.
- Bánh xèo Lò Gò - Xa Mát: đặc biệt bánh xèo ở đây khác ở các nơi khác là bột làm bằng gạo từ giống lúa xưa của dân tộc Khơ me, nhân bánh là hổn hợp của măng rừng và gà rừng lai, kết hợp với hơn 18 loại rau rừng đặc sản của Vườn Quốc gia.
- Bò tơ 5 Sánh: Hiện có hơn 25 chi nhánh từ Miền Đông đến Miền tây, bạn sẽ được thưởng thức món thăn tái chanh và bò nướng y không nơi nào sánh bằng. Thịt bò ở đây rất tươi, bò được chọn kỷ lưỡng được vỗ béo theo công thức riêng nên miếng thịt có vị thơm ngon đặc biệt.

## Dân cư

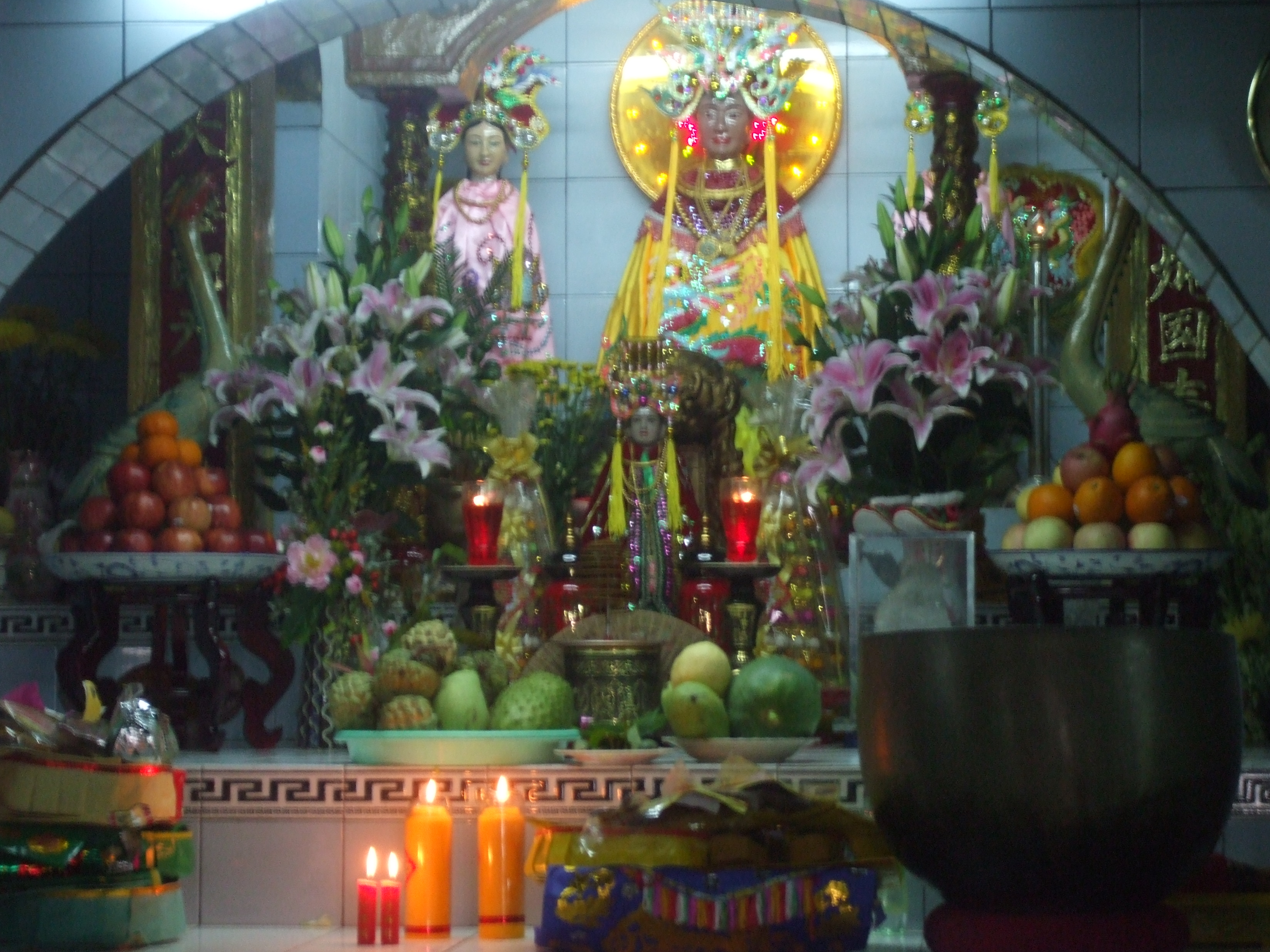
Nơi thờ cúng Bà Đen

Tính đến ngày 1 tháng 4 năm 2019, dân số toàn tỉnh Tây Ninh đạt 1.169.165 người, mật độ dân số đạt 268 người/km² Trong đó dân số sống tại thành thị đạt 207.569 người, chiếm 17,8% dân số toàn tỉnh, dân số sống tại nông thôn đạt 961.596 người, chiếm 82,2% dân số. Dân số nam đạt 584.180 người, nữ đạt 584.985 người. Tỷ lệ tăng tự nhiên dân số phân theo địa phương tăng 0,92 % Tỷ lệ đô thị hóa tính đến năm 2021 đạt 42%.
Tính đến ngày 1 tháng 4 năm 2019, toàn tỉnh Tây Ninh có 9 tôn giáo khác nhau, nhiều nhất là Đạo Cao Đài có 415.920 người, Công giáo có 45.992 người, Phật giáo có 38.336 người, các tôn giáo khác như Hồi giáo 3.337 người, Tin Lành có 684 người, Phật giáo hòa hảo có 236 người, Minh Sư Đạo có bốn người, Tịnh độ cư sĩ Phật hội Việt Nam có hai người, Bà-la-môn có một người.
Theo thống kê của Tổng cục thống kê Việt Nam, tính đến ngày 1 tháng 4 năm 2009, toàn tỉnh Tây Ninh có đủ 29 dân tộc cùng người nước ngoài sinh sống. Trong đó dân tộc Kinh có 1.050.376 người, người Khmer có 7.578 người, người Chăm có 3.250 người, người Xtiêng có 1.654 người, người Hoa có 2.495 người, còn lại là những dân tộc khác như Mường, Thái, Tày......

## Giao thông

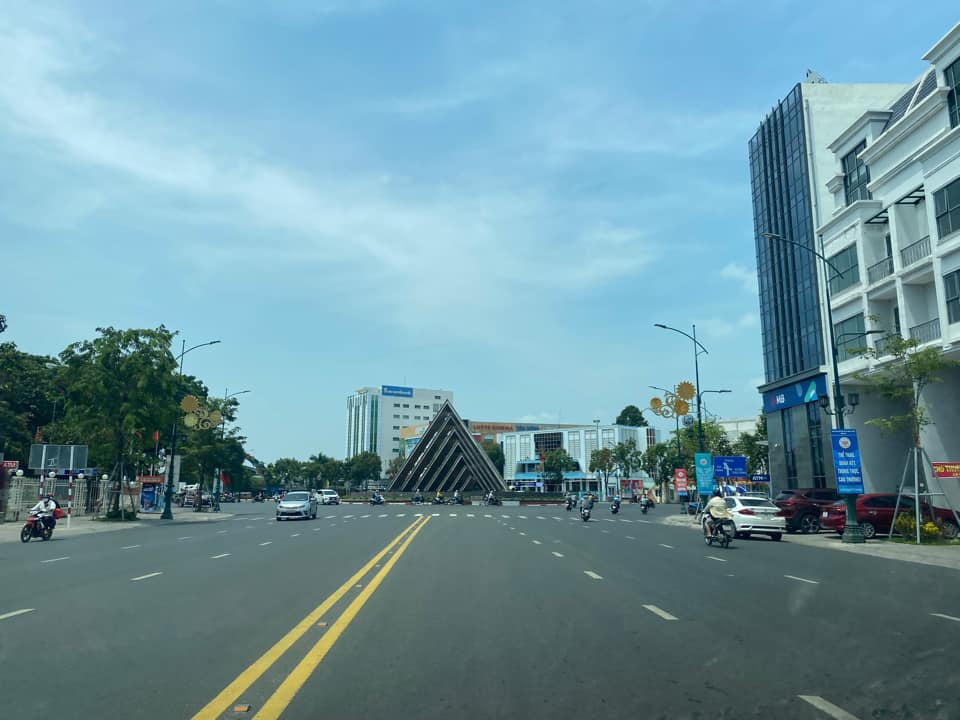
Đường phố Tây Ninh năm 2022.

Tây Ninh có đường Xuyên Á đi qua với chiều dài gần 28 km, nối Thành phố Hồ Chí Minh với Campuchia thông qua cửa khẩu Mộc Bài. Tây Ninh có 2 tuyến sông chính là tuyến sông Sài Gòn và tuyến sông Vàm Cỏ Đông. Ngoài ra địa bàn tỉnh Tây Ninh còn có cảng sông Bến Kéo nằm trên sông Vàm Cỏ Đông.
Hiện nay, Tây Ninh còn có hai tuyến cao tốc đã được Thủ tướng phê duyệt và đang chờ xây dựng bao gồm: Đường cao tốc Thành phố Hồ Chí Minh – Mộc Bài và Đường cao tốc Gò Dầu – Xa Mát.
Năm 2022, UBND tỉnh Tây Ninh đã trình Thủ tướng và Bộ Giao thông vận tải đề xuất bổ sung quy hoạch sân bay Tây Ninh vào quy hoạch sân bay toàn quốc thời kỳ 2030, tầm nhìn 2050.

## Danh nhân
| Tên nhân vật         | Năm sinh           | Danh hiệu - Chức vụ                                                                    | Ref                |
| Lĩnh vực chính trị   | Lĩnh vực chính trị | Lĩnh vực chính trị                                                                     | Lĩnh vực chính trị |
| -------------------- | ------------------ | -------------------------------------------------------------------------------------- | ------------------ |
| Nguyễn Văn Thương    | 1938 – 2018        | Thiếu tá Tình báo, Anh hùng lực lượng vũ trang nhân dân Việt Nam                       |                    |
| Dương Minh Châu      | 1912 – 1947        | Anh hùng lực lượng vũ trang nhân dân, Huân chương Độc lập hạng nhất                    |                    |
| Nguyễn Minh Châu     | 1921 – 1999        | Thượng tướng Quân đội nhân dân Việt Nam, Trưởng đại diện Bộ Quốc phòng ở Miền Nam      |                    |
| Bùi Thanh Vân        | 1927 – 1994        | Trung tướng, Tư lệnh Quân khu 7 của Quân đội nhân dân Việt Nam                         | [ 39 ]             |
| Nguyễn Thới Bưng     | 1927 – 2014        | Trung tướng Quân đội nhân dân Việt Nam, Thứ trưởng Bộ Quốc phòng                       |                    |
| Nguyễn Thanh Tùng    | 1933               | Thiếu tướng Quân đội nhân dân Việt Nam                                                 |                    |
| Đồng Thị Ánh         | 1947               | Chánh án Tòa án nhân dân Thành phố Hồ Chí Minh                                         |                    |
| Trần Nam Phi         | 1948               | Trung tướng Quân đội nhân dân Việt Nam, Chính ủy Tổng cục Tình báo                     |                    |
| Nguyễn Văn Rốp       | 1949 – 2000        | Thiếu tướng Công an nhân dân Việt Nam, Thứ trưởng Bộ Công an                           |                    |
| Nguyễn Thành Cung    | 1953 – 2022        | Thượng tướng Quân đội nhân dân Việt Nam, nguyên Thứ trưởng Bộ Quốc phòng               |                    |
| Nguyễn Châu Thanh    | 1954               | Trung tướng, nguyên Chủ nhiệm Tổng cục Kỹ thuật của Bộ Quốc phòng                      |                    |
| Nguyễn Văn Nên       | 1957               | Bí thư Thành ủy Thành phố Hồ Chí Minh, Nguyên Bộ trưởng, Chủ nhiệm Văn phòng Chính phủ |                    |
| Nguyễn Thị Quyết Tâm | 1958               | Nguyên Chủ tịch Hội đồng nhân dân Thành phố Hồ Chí Minh                                |                    |
| Võ Văn Phuông        | 1960               | Nguyên Phó Trưởng Ban Thường trực Ban Tuyên giáo Trung ương                            |                    |
| Trần Lưu Quang       | 1967               | Trưởng Ban Chính sách, Chiến lược Trung ương, Nguyên Phó Thủ tướng Chính phủ Việt Nam  | [ 40 ]             |
| Lê Tiến Châu         | 1969               | Bí thư Thành ủy thành phố Hải Phòng                                                    |                    |
| Huỳnh Thanh Phương   | 1978               | Đại biểu Quốc hội Việt Nam khóa 14, 15; Bí thư huyện ủy Gò Dầu                         |                    |
| Lĩnh vực nghệ thuật  |                    |                                                                                        |                    |
| Năm Đồ               | 1916 – 1992        | Nghệ sĩ nhân dân, Nghệ sĩ cải lương                                                    |                    |
| Lê Dân               | 1928 – 2016        | Nghệ sĩ ưu tú, Đạo diễn điện ảnh                                                       |                    |
| Xuân Hồng            | 1928 – 1996        | Nhạc sĩ, Phó Tổng Thư ký Hội Nhạc sĩ Việt Nam                                          |                    |
| Thanh Nga            | 1942 – 1978        | Nghệ sĩ ưu tú, Nghệ sĩ cải lương                                                       |                    |
| Trương Quốc Khánh    | 1947 – 1999        | Nhạc sĩ, nhà báo và nhà biên kịch                                                      |                    |
| Bảo Quốc             | 1949               | Nghệ sĩ ưu tú, Diễn viên hài kịch, Nghệ sĩ cải lương                                   | [ 41 ]             |
| Châu Thanh           | 1958               | Nghệ sĩ cải lương                                                                      |                    |
| Nguyễn Phương Điền   | 1969               | Nghệ sĩ ưu tú, Đạo diễn điện ảnh, Diễn viên, Biên kịch                                 |                    |
| Cẩm Tiên             | 1970               | Nghệ sĩ ưu tú, Nghệ sĩ cải lương                                                       |                    |
| Ngọc Châu            | 1994               | Vietnam's Next Top Model 2016, Hoa hậu Hoàn vũ Việt Nam 2022                           | [ 42 ]             |
| Võ Điền Gia Huy      | 1996               | Diễn viên, từng tham gia bộ phim Thưa mẹ con đi                                        |                    |
| Lĩnh vực khác        |                    |                                                                                        |                    |
| Phạm Công Tắc        | 1890 – 1959        | Người sáng lập và kiện toàn đạo Cao Đài                                                |                    |
| Lê Văn Thới          | 1917 – 1983        | Giáo sư Hóa học                                                                        |                    |
| Thẩm Thệ Hà          | 1923 – 2009        | Nhà giáo, nhà văn và nhà báo Việt Nam                                                  |                    |
| Nhất Chi Mai         | 1934 – 1967        | Nữ Phật tử tự thiêu vì hòa bình ở Sài Gòn, kêu gọi chấm dứt Chiến tranh Việt Nam       |                    |
| Triệu Thị Chơi       | 1946 – 2021        | Nhà giáo ưu tú                                                                         |                    |
| Trần Quốc Hải        | 1960               | Kỹ sư cơ khí                                                                           |                    |
| Phan Thị Kim Phúc    | 1963               | Đại sứ Thiện chí của UNESCO                                                            |                    |
| Nguyễn Nam Hải       | 1982               | Vận động viên, Huấn luyện viên Bóng bàn                                                |                    |
| Lý Hoàng Nam         | 1997               | Vận động viên Quần vợt                                                                 |                    |